# فرنسيس باير
فرنسيس باير (بالفرنسية: Francis Bayer)‏ هو عالم موسيقى وملحن فرنسي، ولد في 11 يوليو 1938 في كالفادوس في فرنسا، وتوفي في 2 يناير 2004 بسبب سرطان.

## وصلات خارجية
- فرنسيس باير على موقع أول ميوزيك (الإنجليزية)
- فرنسيس باير على موقع ديسكوغز (الإنجليزية)